# Ворог народу — Бухарін

## Сюжет
Фільм викладає біографію одного з найвідоміших революціонерів Миколи Бухаріна (1888—1938), якого вважають однією з найбільш трагічних фігур в історії Радянського Союзу. Показаний судовий процес над ним. У міру того, як йому пред'являють звинувачення, режисер показує спогади Бухаріна про його прожите життя…
Наприкінці фільму виявляється, що  судовий процес був фарсом і постановкою, а всі його учасники, включно з «публікою» та «журналістами», — службовцями радянських каральних органів. Це остаточно надломило Бухаріна, який витратив усі сили для свого захисту, і на другому суді, вже «справжньому», він, цілковито виснажений, лише мляво погоджується з усім.

## В ролях
- Головні дійові особи

| Актор              | Роль                                                 |
| ------------------ | ---------------------------------------------------- |
| Олександр Романцов | Микола Іванович Бухарін                              |
| Сергій Шакуров     | Йосип Віссаріонович Сталін                           |
| Євген Лазарєв      | Андрій Януарійович Вишинський озвучив Борис Щербаков |
| Геннадій Сайфулін  | Олексій Іванович Риков                               |

- Інші ролі

| Актор                    | Роль                           |
| ------------------------ | ------------------------------ |
| Саша Васильєв            | Бухарін в юності               |
| Всеволод Плоткін         | Зінов'єв                       |
| Альберт Буров            | Каменєв                        |
| Лев Лемке                | Троцький                       |
| Микола Ферапонтов        | Єжов                           |
| Георгій Склянський       | Ягода                          |
| Марина Лібакова-Ліванова | Надія Аллілуєва                |
| Іван Косих               | Ленін                          |
| Юрій Михайлов            | Крестинський                   |
| Леонід Євтиф'єв          | Розенгольц                     |
| Олексій Литвинов         | Зеленський                     |
| Віктор Нестеров          | Іванов                         |
| Геннадій Чулков          | Гринько                        |
| Євгенія Токарєва         | Анна Ларіна                    |
| Анатолій Грачов          | Ворошилов                      |
| Валерій Порошин          | Горький                        |
| Олег Форостенко          | Молотов                        |
| Ніна Дробишева           | М.І.Ульянова                   |
| Лідія Драновська         | Крупська                       |
| Віктор Уральський        | Калінін                        |
| Ігор Петров              | Каганович                      |
| Володимир Стержаков      | Кольцов                        |
| Костянтин Борисов        | Фриновський                    |
| Ян Янакієв               | Ульріх                         |
| Михайло Єзепов           | Ікрамов                        |
| Михайло Зимін            | директор гімназії              |
| Сергій Мигицко           | учитель гімназії               |
| Павло Ахальцев           | Григорій Сокольников гімназист |
| Леонід Тимцуник          | Буланов                        |
| Юрій Сосновський         | Чернов                         |

- Епізодичні ролі:
  - Юлія Живейнова
  -  Валентин Печніков
  - Ігор Муругов
  - Аристарх Ліванов

## Знімальна група
- Автори сценарію: Віктор Дьомін і Леонід Марягін
- Режисер: Леонід Марягін
- Оператор:  Борис Новосьолов
- Художник: Микола Маркін, Фелікс Ясюкевич

## Цікаві факти
- В епізоді застілля зі Сталіним Надія Аллілуєва відмовляється пити з усіма за здоров'я вождя, кажучи: «Розвели тут бенкет під час чуми! В Україні вже трупи їдять від голоду, а ви тут обжираєтеся з приводу "успіхів"!». Після цього бенкету 9 листопада 1932 р. Надія Аллілуєва застрелилася[1].
- По ходу стрічки судовий процес виявляється фікцією, виставою, у якій  усі, включно з публікою, насправді є працівниками репресивних органів, а підсудний лише даремно витрачає сили, апелюючи до присутніх. Аналогічний сюжетний хід було вперше використано в романі Ф. Кафки «Процес» (1925).